# Chichica
Chichica is een deelgemeente (corregimiento) van de gemeente (distrito) Müna in de provincie Ngäbe Buglé in Panama. In 2010 was het inwoneraantal 6100.